# Békásmegyer HÉV-állomás
Békásmegyer HÉV-állomás egy jelentős HÉV-állomás Budapest III. kerületében, melyet a MÁV-HÉV Helyiérdekű Vasút Zrt. (MÁV-HÉV) üzemeltet. A Békásmegyerig közlekedő betétjáratok külső végállomása.
A névadó városrész központjában helyezkedik el, a Batthyány utca (a 11-es főút városi kivezető szakasza) és a jóval kisebb forgalmú Ország út (a Budakalászra vezető 1115-ös út kivezető szakasza) között.
Az állomás csak aluljárón keresztül, lépcsőn feljutva közelíthető meg. Nincs akadálymentesítve.

## Története
A korábbi Békásmegyer-Pünkösdfürdő vasútállomás és Békásmegyer felső megállóhely összevonásával, nagy kapacitású középperonos átmenő állomásként üzemel 1981 decembere óta.

## Forgalom
| Járat | Útvonal | Gyakoriság      |
| ----- | --- | --------------- |
|       | Batthyány tér – Margit híd, budai hídfő – Szépvölgyi út – Tímár utca – Szentlélek tér – Filatorigát – Kaszásdűlő – Aquincum – Rómaifürdő – Csillaghegy – Békásmegyer                                                                                            | 5-30 percenként |
|       | Batthyány tér – Margit híd, budai hídfő – Szépvölgyi út – Tímár utca – Szentlélek tér – Filatorigát – Kaszásdűlő – Aquincum – Rómaifürdő – Csillaghegy – Békásmegyer – Budakalász – Budakalász, Lenfonó – Szentistvántelep – Pomáz – Pannóniatelep – Szentendre | 7-30 percenként |

## Megközelítés budapesti tömegközlekedéssel
- Busz:  34, 134, 160, 204, 243, 296
- Helyközi busz:  869
- Éjszakai busz:  923, 934, 943, 960